# Ономатопея

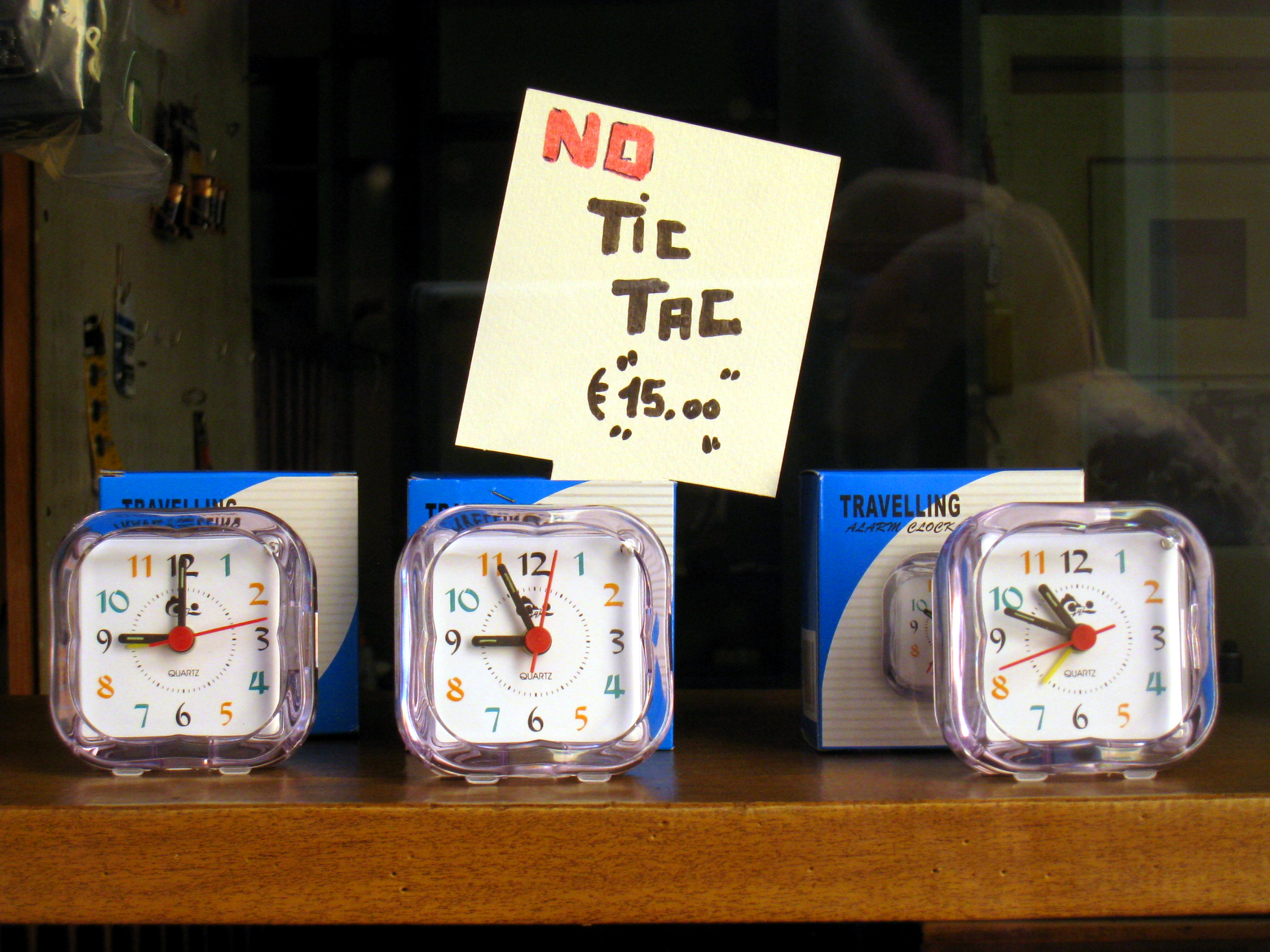
Надпись в витрине магазина Милана, использующая ономатопею, чтобы указать, что часы бесшумные.

Ономатопе́я (устаревшая форма XIX века — ономатопо́я; др.-греч. ὀνοματοποιΐα, в латинской транскрипции onomatopoeia — словотворчество, от ὄνομα, род. падеж ὀνόματος — имя и ποιέω — делаю, творю) — слово, являющееся звукоподражанием, возникшим на основе фонетического уподобления неречевым звукокомплексам. Чаще всего ономатопеической является лексика, прямо связанная с существами или предметами — источниками звука: например, глаголы типа «квакать», «мяукать», «кукарекать», «тарахтеть» и производные от них существительные.
Ономатопеическая лексика различается в разных языках, причём эти различия лишь отчасти объясняются различиями фонологических систем. Особый интерес в этом отношении представляет передача криков наиболее распространённых животных, поскольку её можно проследить в большом числе языков разного состава и происхождения.
Ещё в анонимной (иногда приписываемой Цицерону) «Риторике для Геренния» (I в. н. э.) говорится об использовании ономатопеи (тогда называемой лат. nominatio) в речи: «Путём подражания предки наши изобрели такие выражения, как „рычать“, „мычать“, „журчать“, „шипеть“. Этим видом украшений пользоваться стоит редко».

## Ономатопеический эффект без ономатопеических слов
Ономатопеический эффект может присутствовать даже в предложении, почти не содержащем ономатопеических слов (исключение «цокают»), как результат аллитерации:

Как носят капли вести о езде,

И всю-то ночь всё цокают да едут,

Стуча подковой об одном гвозде

То тут, то там, то в тот подъезд, то в этот.
— Пастернак, Б. Л.
Спекторский